# Содома и Гомора
Содома (хеб. סדום, модерни: Sədom, тиберијски: Səḏôm, арап. سدوم) и Гомора (хеб. עמורה, модерни: ʿAmora, тиберијски: Ġəmôrāh/ʿĂmôrāh, арап. عمورة) су митски градови споменути у Књизи постања, а касније даље обрађени у Танаху, Новом завету и Деутероканонским изворима, као и Курану.
Према Тори, краљевства Содома и Гомора су били у савезу са градовима Адмахом, Зебоимом и Белом. Ових пет градова, такође познати као „градови у равници“, су по Књизи постања били смештени на реци Јордан у јужном делу Ханана. Долина Јордана (који одговара данашњем Мртвом мору) је поређена са рајским вртом, као земља богата водом и зеленилом, погодна за испашу стоке. Божанска пресуда је била да се Содома и Гомора, заједно са два друга оближња града, униште ватром и сумпором. Суседни град Бела/Зоара је једини поштеђен током судњег дана.
У хришћанској и исламској традицији, Содома и Гомора су постали синоним за окорели грех, а њихов нестанак са испољавањем Божијег гнева. Содома и Гомора су такође коришћена као метафора за порокe, блуд, содомија и хомосексуалност. По црквеном учењу се зна да је хомосексуалност грех због којих су кажњени становници Содома и Гомора. Од ове приче потиче израз содомија да се опише сексуални „злочин против природе“, као што су орални и анални секс (и хомосексуални и хетеросексуални), уопште сексуално општење између две особе истог пола, као и за сексуално општење са животињама.
Јосиф Флавије у својим списима (АД 37—100, Јеврејски ратови, књига 4, поглавље 8.) описује Содому и Гомору након катастрофе:
Ово подручје изгледа тако тужно, пошто је спаљено, да се нико не интересује да овде дође ... Било је то некада веома срећно место, због плодова биљака које је ту расло и богатства некадашњих градова, а сада је све спаљено. То је последица безбожности њихових становника, које је било уништено ватром; данас још увек видимо остатке овог божанског огња, а трагови и сенке ових пет градова још увек су видљиви, као и пепео у коме се налазе његови плодови, који имају боју као да су били за јело; али, ако их узмете у руку, они се се распасти у праху и диму.